# Henri Dutrochet
Henri de Dutrochet
(Néon, 14 de noviembre de 1776 - París, 4 de febrero de 1847) fue un médico, biólogo y fisiólogo francés, fundador de la teoría celular y descubridor del proceso de ósmosis (la difusión pasiva de agua de alta concentración a la baja concentración a través de una membrana semi-permeable, como pared celular). Es entonces, un pilar fundamental de las ciencias biológicas.

## Aportes a lamicrobiologíay lafitología
Inspirado por las obras de Spallanzani, estudió las ciencias naturales. Empezó a interesarse en los rotíferos y de heliotropismo de las plantas, iniciándose en la microbiología. Seguidor del vitalismo, identificó la vida en movimiento y la muerte en el cese del movimiento.
Inicialmente estudió las plantas bajo el microscopio de formaciones poliédricas que también identificó en los tejidos animales: la célula. Postuló la existencia de "poros" para permitir la difusión de sustancias a través de las células, impulsada por las corrientes osmótica. Su Recherches sur l'accroissement et des la reproducción végétaux, aparecida en la Memorias del Museo de Historia Natural (Mémoires du Musée de Histoire Naturell) en 1821, le valió un premio de la Academia Francesa de Fisiología experimental. 
En 1837 publicó sus Mémoires pour servir à l'histoire anatomique et physiologique des végétaux et des animaux [Memorias para servir a  la historia anatómica y fisiológica de las plantas y los animales], una colección de sus obras más importantes en la biología. Podría haber luego tenido contactos con grandes naturalistas de la época como Georges Cuvier y Jean-Baptiste Lamarck dado que fue elegido miembro permanente en la Academia Francesa y miembro de la Horticultura Royal Society de Londres. Finalmente, murió en 1847 y en su honor, fue bautizado el género Trochetia.

## Obras
Entre us numerosos trabajos, el Dictionnaire Bouillet destaca:
- Nouvelle théorie de la voix (1800), et de l'harmonie (1810);
- Théorie de l'habitude et des sympathies (1810);
- Recherches sur l'accroissement et la reproduction des végétaux (1821);
- Recherches sur l'Ostéogénie (1822);
- Recherches sur la Structure intérieure des animaux et des végétaux (1824);
- Recherches sur l'Agent immédiat du mouvement vital (1826) ;
- Recherches sur l'Endosmose et l'Exosmose (1828);
- Recherches sur le Développement de l'œuf et du fœtus;
- Recherches sur la Direction radicale des végétaux et l'ascension de la sève.